# 3971 Вороніхін
3971 Вороніхін (3971 Voronikhin) — астероїд головного поясу, відкритий 23 грудня 1979 року.
Тіссеранів параметр щодо Юпітера — 3,244.